# Cassandra Bankson
Cassandra Bankson (San Francisco, California; 11 de noviembre de 1992) es una modelo y celebridad de Internet estadounidense.

## Primeros años
Hija de Jennifer y Richard Bankson, nació en la ciudad de San Francisco (California). Se crio en un hogar predominantemente cristiano. A los ocho años, Bankson desarrolló una cepa bastante inocua de acné vulgar, que más tarde se transformó en una cepa agresiva de acné conglobata a los catorce años. Al final, su grave afección cutánea había progresado hasta el punto de que le afectaba a toda la cara y a la mayor parte del cuerpo. 
Sus padres intentaron tratar el acné de su hija llevándola a diversos especialistas tanto a nivel nacional como en Europa, con resultados infructuosos. Por sus problemas graves del acné, sufrió bullying, abandonando la escuela debido a esto. Con posterioridad, estudió con un profesor particular para completar su educación. Además de su condición cutánea, también tiene útero didelfo, una condición en la que posee dos vaginas, dos úteros y dos cérvix.

## Carrera

### Modelaje
Bankson había estado trabajando con fotógrafos profesionales locales y con el entrenador de modelos Charleston Pierce cuando decidió presentar fotos profesionales a las agencias de modelos de San Francisco.
Bankson asistió a las audiciones de America's Next Top Model en Blackhawk y Los Ángeles, pero no llegó a las etapas televisadas. Bankson ha modelado para empresas como Citizens of Humanity, Hewlett-Packard, Davidson y Licht, Farouk Hair Systems, "Guess By Marciano" CHI (con las concursantes de Miss América y Abel Salazar), Biosilk, Prada, Bebe, además de aparecer en otros catálogos, revistas, programas de televisión locales y pasarelas. En abril y mayo de 2012, Bankson participó en apariciones en todas las tiendas de Sephora en asociación con Hourglass Cosmetics.
El 13 de septiembre de 2012, Bankson desfiló en la pasarela Boy Meets Girl en la Semana de la Moda de Nueva York.

### YouTube
En 2010, Bankson empezó a hacer vídeos en el canal de YouTube "Diamondsandheels14" sobre temas como el maquillaje, la moda y el estilo de vida. Desde entonces ha cambiado su nombre por el de "Cassandra Bankson", centrándose en el cuidado de la piel, que es libre de crueldad animal y vegano.
El vídeo más popular del canal, titulado "Foundation Routine For Flawless Skin Acne Coverage", en el que se muestra la piel desnuda de Bankson y sus secretos para cubrir su grave acné, obtuvo la atención internacional, incluida la de Right This Minute, Good Morning America, The Today Show, The Insider, MSN, Fox News y la portada de AOL, Yahoo! y MSN. Después de publicar el vídeo, no miró los comentarios durante cuatro meses, por miedo a ser acosada en Internet.
Publicó el vídeo con la esperanza de que ayudara a "una sola persona". El vídeo ha obtenido desde entonces más de 25 millones de visitas. Bankson "convirtió en su misión" ayudar a otras personas con el maquillaje, la confianza, el acné y las afecciones de la piel en Internet. Sus vídeos diarios también han recibido la atención de la prensa y los medios de comunicación internacionales. Es una vlogger, y también ha publicado vídeos para hombres que padecen acné.
A mayo de 2022, su canal de YouTube contaba con más de 1,85 millones de suscriptores. Además de YouTube, Bankson tiene muchos seguidores en otras redes sociales como TikTok, Instagram, Facebook, Twitter y Pinterest.

### Labor humanitaria
Bankson ha llevado su papel de defensora de los derechos humanos al siguiente nivel como embajadora de la marca Food For Life Global, una organización benéfica que proporciona a los niños en edad escolar comidas de origen ético y nutricionalmente equilibradas junto con programas de ayuda contra el hambre. También se ha asociado con Prabh Aasra (Universal Disabled CareTaker Social Welfare Society), un hogar en el Punyab cuya misión principal es dar oportunidades incondicionales, tratamiento y rehabilitación y refugio a quienes luchan contra diferentes formas de enfermedad, así como a niños huérfanos y abandonados.

## Vida personal
Bankson es vegana. El 30 de abril de 2018, salió del armario como lesbiana en su canal de YouTube. En su historia, mencionó "la obligación de ser totalmente auténtica" como motivo para plasmar su puesta en público.